# Джон Тайтор
Джон Тайтор (англ. John Titor) — самопроголошений мандрівник у часі, який з'явився на американських форумах у 2000–2001 роках і стверджував, що прибув з 2036 року. У цей час він зробив численні пророцтва про події найближчого часу, починаючи з 2004 року. Однак, пророцтва не справдилися.
Історія про Тайтора переказана на численних вебсайтах, у книзі та відеоіграх. Вона також обговорювалася на радіошоу Coast to Coast AM. У зв'язку з цим історія Тайтора унікальна з точки зору широкого кола глядачів: вона вийшла далеко за межі обмеженого середовища звичайної інтернет-дискусії.

## Діяльність
Свої перші дописи особа, відома потім як Джон Тайтор, підписувала псевдонімом Timetravel_0. Перший допис датується 29 липня 1998 року.
2 листопада 2000 року особа, що назвалася Джоном Тайтором, написала на одному з форумів, що є мандрівником у часі. Він стверджував, що прибув з 2036 року з метою добути комп'ютер IBM 5100 1975 року виробництва. Джон Тайтор описав свою машину часу як стаціонарний пристрій, зроблений General Electric і розташований в автомобілі Chevrolet 1967 року випуску. Машина часу переміщується в те саме місце, але в іншу епоху. При цьому пасажири зазнають перевантажень до 2G і теплового впливу, та потребують запасу повітря. Тайтор опублікував фото автомобіля та з листопада 2000 року по березень 2001 дав відповіді на запитання, які йому задавали інші користувачі форуму. Після цього він безслідно зник.
Мету своєї подорожі він описував так: прибути в 1975 рік, аби забрати IBM 5100, потрібний для боротьби проти комп'ютерного вірусу; але він робив зупинку в 2000 році з «особистих причин»: зібрати втрачені до 2036 року зображення та відвідати свою родину й убезпечити її від майбутньої громадянської війни. Тайтор називав себе членом військового підрозділу, якому було доручено збирати з минулого предмети, корисні для відновлення США після ядерної війни з Росією, що сталася в 2015 році. Суспільство в 2036 році поділене на самодостатні родинні групи та сильно релігійне. Період 2000—2001 року він охарактеризував як «повний ледачих, егоцентричних, громадянсько неосвічених овець». Тайор зазначав, що воював з 2011 року у Флориді. В інших допис згадував, що був дезертиром. Потім ввійшов до 177-го підрозділу Темпоральної розвідки. Його спеціально обрали для подорожі в часі, оскільки його дід по батькові брав безпосередню участь у складанні та програмуванні IBM 5100. Щоб підтвердити свої заяви, він описав неопубліковані характеристики цього комп'ютера. За словами Тайтора, його рідна історія відрізнялася від нашої, зміненої втручанням мандрівників, на 1–2 %. Тайтор цікавився НЛО, припускаючи, що це мандрівники в часі з більш віддаленого майбутнього.
Тайтор утримувався від публічних виступів, і будь-які обставини його життя залишаються прив'язаними до інтернету. Всього він зробив 151 допис, останній датований 29 березня 2001 року.

## Пророцтва
Джон Тайтор навів перелік подій, які повинні статися між 2000 і 2036 роком:
- Через проблему 2000 року станеться транспортний колапс, багато людей загинуть на дорогах, замерзнувши на смерть.
- Олімпійські ігри 2004 року будуть скасовані через світовий конфлікт.
- У США відбудеться громадянська війна. Вона зародиться в 2004—2005 роках, але буде стримуватися і очевидною стане в 2008. Держава поділиться на 5 регіонів. У США буде запроваджено воєнний стан, будуть проблеми з електропостачанням. Конституцію змінять через декілька років по тому. Закінчиться війна в 2015 році.
- Китай окупує Тайвань.
- Ізраїль виграє найбільшу битву у своїй історії, коли Ірак запустить по ньому ядерні ракети.
- Росія постраждає від ядерної зими через вибухи ядерних реакторів.
- Коров'ячий сказ буде серйозною проблемою.
- Війна між США та Росією в 2015 році відбудеться як обмін ядерними ударами. 3 млн людей загине, проте ціллю росіян буде уряд США і зрештою вони «врятують цю країну та життя мільйонів американців». Також відбудуться ядерні удари по ЄС і Китаю. Після війни Омаха, штат Небраска, стане новою столицею США.
- Подорожі в часі винайдуть у 2034 році завдяки прогресу в термоядерному синтезі. Подорожі засновані на обертанні сингулярності в магнітному полі. Змінюючи швидкість і напрямок обертання, можна подорожувати як вперед, так і назад у часі. При цьому треба враховувати рух Землі в космосі. Кожна подорож у часі створює альтернативний всесвіт з іншим ходом подій, але між ними можна переміщуватися. Далі 2564 року з невідомих причин подорожувати не можна: всі мандрівники опиняються в порожнечі.
- Комп'ютерний вірус завдасть великої шкоди в 2036 році. Комп'ютер IBM 5100 містить необхідні компоненти для боротьби з цим вірусом.

## Реакція
Упродовж декількох років після публікацій пророцтв Джон Тайтор став персонажем міських легенд. У Флориді було зареєстровано компанію під назвою John Titor Foundation, що продавала товари на тему мандрівника в часі та видала книгу «Джон Тайтор: Історія мандрівника в часі» (John Titor: A Time Traveller's Tale). У 2003 році фанат Тайтора на ім'я Олівер Вільямс відкрив сайт Johntitor.com, де зібрав його пророцтва.
Після нездійснення пророцтв більшість онлайн-активності навколо Тайтора припинилася. У 2009 році у звіті Джона Гьюстона (псевдонім Razimus), який керує вебсайтом Hoax Hunter («Мисливці на розіграші»), стверджувалося, що за вигаданою особою Джона Тайтора стояли Ларрі Габера, юрист у сфері індустрії розваг із Флориди, і Джон Рік Габер, його брат, фахівець із комп'ютерної техніки. Razimus зробив висновок, що Джон Тайтор сфальшував 88 осіб, відповідаючи на власні запитання, поставлені від імені інших людей.
Однією з реакцій на нездійснення прогнозів було твердження, що Джон Тайтор насправді подорожував у часі, проте його пророцтва відвернули небажані події, й це, можливо, було його справжньою метою.
У 2004 році комп'ютерний інженер Марлін Полман подав заявку на патент на машину часу, яку він спроєктував на основі концепції з дописів Тайтора. Це спричинило припущення, що Полман і був Тайтором. Запропонований Тайтором спосіб подорожей у часі успішно отримав патент у США в 2006 році.
Фільм «Мій майбутній хлопець» (2011) можливо був створений під впливом історії Джона Тайтора.
Сюжет візуальної новели Steins;Gate (2011) посилається на реальну історію Джона Тайтора та розповідає про винахідника, що створив на основі Джонових дописів власну машину часу, після чого стає мішенню організації SERN.
Джон Тайтор виступає персонажем відеогри Reverse: 1999 (2023).
У 2018 році художник Джозеф Матені, творець гри в альтернативній реальності Ong's Hat, заявив, що працював консультантом для неназваних осіб, відповідальних за легенду про Джона Тайтора.

## Інтернет-ресурси
- John Titor's first thread on Time Travel Institute
- John Titor's second thread on Time Travel Institute
- John Titor's third thread on Time Travel Institute
- John Titor IRC logs
- John Titor's images
- John Titor Fax 1
- John Titor Fax 2
- Overview of John Titor information on Time Travel Institute
- Square Syndrome musical album Stories Of A Time Traveller